# Oscar Ward
William Alfred Oscar Ward (ur. 15 października 1927 w Jabalpurze) – indyjski pięściarz, uczestnik Igrzysk Olimpijskich w 1952 w Helsinkach. Na igrzyskach wziął udział w turnieju w wadze półciężkiej, w pierwszej walce przegrał przez nokaut z reprezentantem Niemiec Zachodnich Karlem Kistnerem.